# Судостроительная улица (Москва)
Судострои́тельная улица (до 5 июля 1974 года Нага́тинская улица)— улица в районе Нагатинский Затон Южного административного округа города Москвы.

## Транспорт

### Метро
- Станция «Коломенская».
- Станция «Кленовый бульвар».

### Наземный транспорт
| 47:   | Нагатино • Коломенская • Нагатинская • Верхние Котлы • Тульская • Шаболовская • Октябрьская             |
| 49:   | Нагатино • Коломенская • Нагатинская • Верхние Котлы • Даниловская мануфактура                          |
| 888:  | Нагатинский Затон • Коломенская • Технопарк • Кожуховская • 7-я Кожуховская улица                       |
| м19:  | Якорная улица • Коломенская • Нахимовский проспект • Профсоюзная • Университет • Ломоносовский проспект |
| с811: | Нагатинский Затон • Коломенская • Нагатинская • 1-й Нагатинский проезд                                  |
| с856: | Нагатинский Затон • Кленовый бульвар • Коломенская • Технопарк • Таганская • Котельническая набережная  |
| 824:  | Нагатинский Затон • Кленовый бульвар • Коломенская • Кленовый бульвар                                   |

«→» — остановки проходятся только при движении в прямом направлении; «←» — остановки проходятся только при движении в обратном направлении.

## Здания и сооружения
По нечётной стороне:
- № 1 —
- № 1а —
- № 1, корп. 2 —
- № 1, корп. 2, стр. 2 —
- № 1, стр. 2 —
- № 3, корп. 1 —
- № 3, корп. 2 —
- № 3, корп. 2, стр. 2 —
- влад. 3а —
- № 5 —
- № 5, стр. 2 —
- № 7, корп. 1 —
- № 7, корп. 1, стр. 2 —
- № 7, корп. 2 —
- № 9 —
- № 9, стр. 2 —
- № 11, корп. 1 —
- № 11, корп. 2 — детский сад № 1152
- № 13 — Почта России, отделение почтовой связи, № 470-115470
- № 15 —
- № 15, стр. 2 —
- № 15, стр. 3 —
- № 17 — снесён
- № 19/14 — снесён
- № 21 — жилое здание, парикмахерская
- влад. 21а — продуктовый магазин, свежее пиво, овощи-фрукты
- № 23, корп. 1 — Школа танцев «Step2danсе»
- № 23, корп. 2 — жилое здание
- № 25, корп. 1 — жилое здание
- № 25, корп. 2 — жилое здание
- № 27, корп. 1 — жилое здание
- № 27, корп. 2 — жилое здание, Совет ветеранов, пункт общественного порядка
- № 27, корп. 3 — жилое здание, ЖЭК
- № 29 стр. 6 — супермаркет «АЛМИ», ресторан «Табриз», книжный магазин «Ботаник», кафе-бар «Погребок», магазин косметики «Подружка»
- № 31, корп. 1 — жилой дом, построен в 1938 году по проекту архитекторов А. Ф. Кельмишкайта и И. П. Кычакова. Самый старый сохранившийся жилой дом в районе. В доме также расположены гастроном и Дом культуры «Нагатино».
- № 31, корп. 2 — школа № 1055
- № 31, корп. 2, стр. 2 —
- № 31, корп. 3 —
- № 31, корп. 4 —
- № 31, корп. 4, стр. 2 —
- № 31, корп. 4, стр. 3 —
- № 33 —
- № 35 — жилой дом
- № 37 — жилой дом, фермерский магазин
- № 39 — продуктовый магазин «Надежда», жилой дом
- № 41 — фитнес-клуб «PRANDA», тренажерный зал, продуктовый магазин
- № 43, корп. 1 —
- № 43, корп. 2 — кадетская школа № 1770 «Московский кадетский музыкальный корпус»
- № 43, корп. 2, стр. 3 —
- № 45 —
- № 45, стр. 2 —
- № 47 —
- № 47, стр. 2 —
- № 47, стр. 3 —
- № 47, стр. 4 —
- № 49, корп. 1 —
- № 49, корп. 2 —
- № 49, корп. 3 — жилой дом, ГУ «ИС района Нагатинский затон» (ЕИРЦ)
- № 49, корп. 3, стр. 2 —
- № 49, корп. 3, стр. 3 —
- № 51 —
- № 53 —
- № 55 —
- № 55, стр. 2 —
- № 57 —
- № 57, стр. 2 —
- № 59 —

По чётной стороне:
- № 4 —
- № 6 —
- № 8, корп. 1 —
- № 8, корп. 1, стр. 2 —
- № 8, корп. 2 —
- № 10, корп. 1 — школа № 463 им. Героя Советского Союза Медведева Д. Н.
- № 10, корп. 2 —
- № 12 —
- № 14/16 —
- № 18, корп. 1 —
- № 18, корп. 2 —
- № 18, корп. 2, стр. 2 —
- № 18, корп. 2, стр. 4 —
- № 18, корп. 5 —
- № 20/2, корп. 1 —
- № 20/2, корп. 2 —
- № 22/1 — в этом доме жил художник В. П. Лобачёв (1947—2011), член редколлегии и главный художник журнала «Моделист-конструктор»
- № 24 — аптека, парикмахерская
- № 26, корп. 1 — магазин «Дикси»
- № 26, корп. 2 —
- № 28 —
- № 28, корп. 1 —
- № 28, корп. 1, стр. 3 —
- № 28, стр. 3 —
- № 30, корп. 1 —
- № 30, корп. 2 —
- № 30, корп. 3 —
- № 30, корп. 3, стр. 2 —
- № 32 —
- № 32, корп. 1 —
- № 32, корп. 1, стр. 2 —
- № 32, корп. 1, стр. 3 —
- № 32, корп. 2 — общежитие МГАВТ
- № 32, корп. 3 — школа № 873
- № 32, корп. 3, стр. 2 —
- влад. 32а —
- № 34, корп. 1, стр. 1 — ООО «Кентавр-наука» , музей истории космонавтики
- № 32, корп. 1, стр. 2 —
- № 32, корп. 1, стр. 3 —
- № 32, корп. 1, стр. 4 —
- № 32, корп. 1, стр. 5—6 —
- № 32, корп. 1, стр. 6 —
- № 32, корп. 1, стр. 8 —
- № 32, корп. 1, стр. а —
- № 34, корп. 2 —
- № 36 — магазин «Дикси»
- № 38, корп. 1 —
- № 38, корп. 2 —
- № 38, корп. 2, стр. 2 —
- № 40 — 5-тиэтажный жилой дом серии III-A 1958 года постройки, в доме на первом этаже со стороны Судостроительной улицы находятся: стоматологическая клиника, управляющая компания, Опорный пункт полиции. С торца дома в подвале расположено ИРЦ «Наука». С внешней стороны дома в сквере «Ветеранский дворик» расположен фонтан.
- № 42 —
- № 42а —
- № 42, стр. 2 —
- № 42, стр. 3 —
- № 44, стр. 1 —
- № 44, стр. 2 —
- № 44, стр. 3 —
- № 44, стр. 4 —
- № 44, стр. 5 —
- № 46, корп. 2 —
- № 46, стр. 1 —
- № 46, стр. 2 —
- № 46, стр. 3 —
- № 48 —
- № 48, стр. 3 —
- № 48, стр. 4 —
- влад. 48 —